# Friedrich Theodor von Schubert

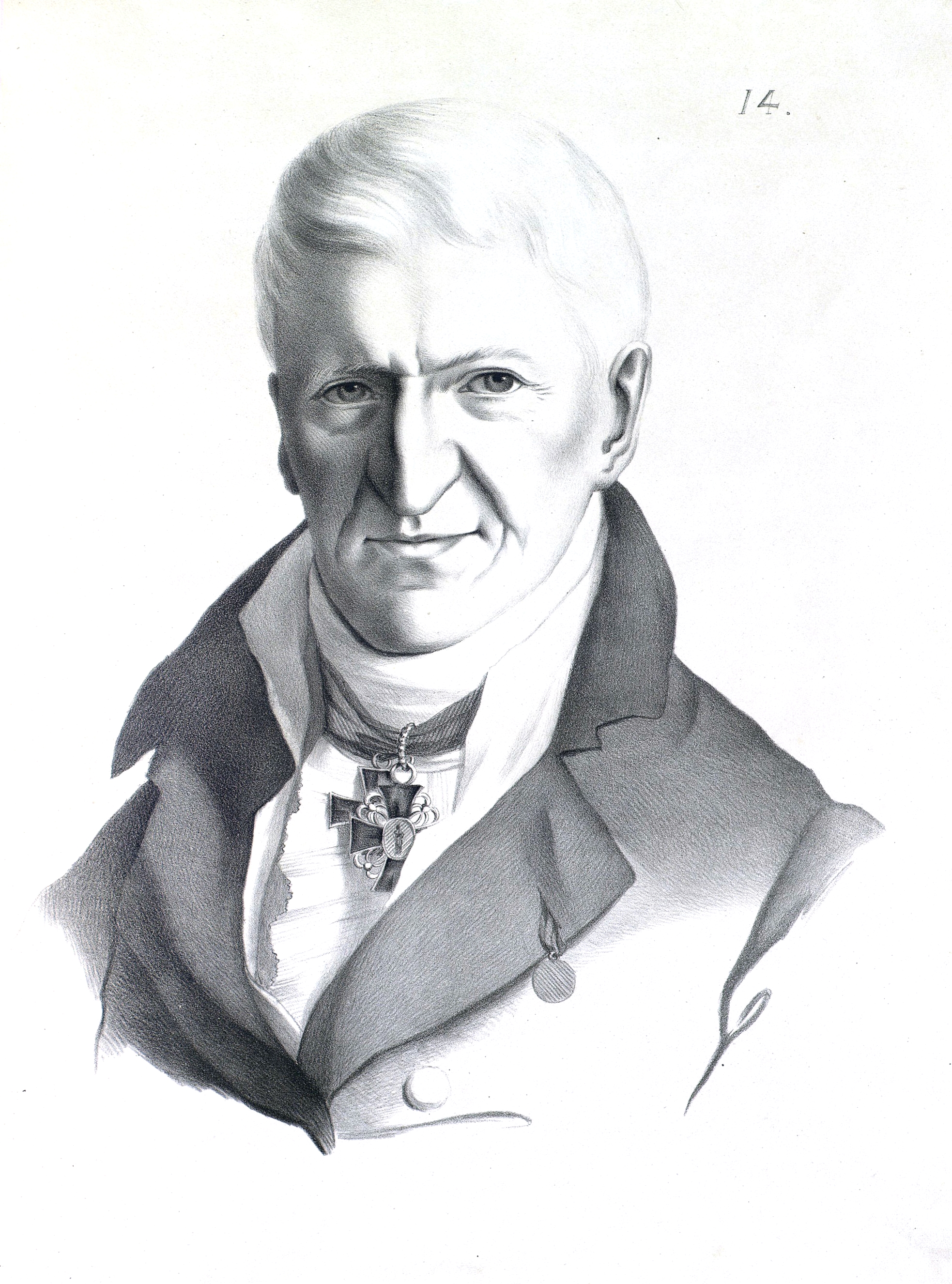
Friedrich Theodor von Schubert, 1822

Friedrich Theodor von Schubert (* 30. Oktober 1758 in Helmstedt; † 21. Oktober 1825 in St. Petersburg) war ein deutscher in Russland tätiger Astronom.

## Herkunft
Seine Eltern waren Johann Ernst Schubert (1717–1774) und dessen Ehefrau Johanna Friederike Schulz.

## Leben
Friedrich Theodor von Schubert wurde 1783 Kreisrevisor zu Hapsal in Estland und 1785 Geograph der Akademie der Wissenschaften in Petersburg, wo er den durch eine Feuersbrunst beschädigten Gottorfer Riesenglobus wiederherstellte, seit 1788 den Kalender der Akademie, so wie den Petersburger deutschen Kalender und seit 1810 die Deutsche politische Zeitung redigierte. 1799 wurde er Inspektor der Bibliothek und des Medaillenkabinets und 1804 der Sternwarte der Akademie und entwarf den Plan zur Anlegung einer Sternwarte zu Nikolajew. 1805 wurde er der russischen Gesandtschaft nach China als Chef der wissenschaftlichen Abteilung beigegeben, 1812 wurde er in die American Academy of Arts and Sciences gewählt, 1813 wurde er Mitglied des Admiralitätskollegiums. In diesem Kollegium war er insbesondere damit betraut, die Instruktionen für die nautischen Expeditionen zu erarbeiten. Auch gab er für die Marineoffiziere jährlich einen Seekalender heraus.
Das Grab von Friedrich Theodor von Schubert befindet sich auf dem Deutschen Friedhof auf der Wassiljewski-Insel in St. Petersburg.

## Familie
Schubert heiratete Luise Friederike von Cronhelm, eine Tochter des Ökonomen Ernst Philipp von Cronhelm. Das Paar hatte mehrere Kinder, darunter:
- Friedrich Theodor Schubert (1789–1865), bekannt als „Kartograph von Russland“ und Großvater der Mathematikerin Sofja Wassiljewna Kowalewskaja
- Friederike (1791–1842) ⚭ 1812 (Scheidung 1819) Georg Heinrich von Langsdorff (1774–1852)
- Charlotte (1792–1877)
- Amalie (1794–1876)
- Theodore (1796–1826)

## Schriften
- Populäre Astronomie. 3 Bände. Sankt Petersburg 1804–1010. Band 1 (1804): Geschichte der Astronomie und Sphärische Astronomie. Band 2 (1810): Theoretische Astronomie. Band 3 (1810): Physische Astronomie.
- Theoretische Astronomie, 3 Bände., St. Petersburg 1798, 2. Ausg. franz., ebd. 1824. Band 3 (1798): Physische Astronomie.
- Astronomische Bestimmung der Längen und Breiten. Petersburg 1806.
- Vermischte Schriften. 4 Bände. Tübingen 1823–1826. Neue Folge, Leipzig 1840. Band 5 = N. F. Band 1 (1840).